# Obrium cruciferum
Obrium cruciferum là một loài bọ cánh cứng trong họ Cerambycidae.